# 诺曼·拉姆齐
小诺曼·福斯特·拉姆齐（英語：Norman Foster Ramsey Jr.，1915年8月27日—2011年11月4日），美国物理学家，1989年因发明对于设计制造原子钟非常重要的分离振荡场法而获得诺贝尔物理学奖。拉姆齐在其职业生涯中主要担任哈佛大学的物理学教授，同时还曾在美国原子能委员会等政府机构以及北约等国际组织任职。此外，他还参与创建了美国能源部下属的布鲁克黑文国家实验室以及费米实验室。

## 早年
小诺曼·福斯特·拉姆齐1915年8月27日生于华盛顿哥伦比亚特区。母亲明娜·鲍尔·拉姆齐是堪萨斯大学的教员。父亲老诺曼·福斯特·拉姆齐1905年毕业于西点军校，在美国陆军军械部队中服役，二战期间擢升陆军准将，负责领导罗克艾兰兵工厂。作为军人的孩子，拉姆齐经常随父迁居，并曾在父亲担任炮兵指挥的联络官以及駐外武官助手时在法国住过一段时间。他在这一过程中连跳几级，15岁时从位于堪萨斯州的莱文沃思高级中学毕业。
拉姆齐的父母希望他能去西点军校，但因年龄太小未被录取。他曾得到堪萨斯大学的奖学金，但因父亲1930年前往纽约的领主岛，而於1931年转而前往哥伦比亚大学。他一开始学习的是工程科学，后来转学数学，1935年本科毕业后，开始转向研究物理。哥伦比亚大学给予他凯利特奖学金。他前往剑桥大学，进入卡文迪许实验室在欧内斯特·卢瑟福以及莫里斯·戈德哈贝尔的指导下学习物理。他在那里见到过爱德华·阿普尔顿、马克斯·玻恩、爱德华·布拉德、詹姆斯·查德威克、约翰·考克饶夫、保罗·狄拉克、亚瑟·爱丁顿、拉爾夫·福勒、马克·奥利芬特以及约瑟夫·汤姆孙等知名物理学家。在剑桥期间，他学习了为量子力学（在哥伦比亚大学期间没有学习过相关课程）而设的荣誉学位考试课程，最终得到由剑桥大学授予的学士学位。
在为戈德哈贝尔撰写有关磁矩的期末报告期间，他读到了伊西多·拉比新近的研究成果。这使他开始对分子束感兴趣，并选择回到哥大随拉比做研究。在拉姆齐回到哥大后不久，拉比发明了分子束共振光谱法（拉比1944年因此项成就获得诺奖）。拉比的研究组成员包括杰罗姆·凯洛格、波利卡普·库施、悉尼·米尔曼以及杰罗尔德·扎卡里亚斯等人。拉姆齐在加入研究组后不久即与其他成员使用新技术进行实验，并与拉比以及扎卡利亚斯一起发现氘具有四極矩。这意味着原子核并不像人们之前设想的那样是球形。拉姆齐1940年获得物理学博士学位成为位于华盛顿哥伦比亚特区的卡内基研究所的研究员。在那里，他研究了中子-质子散射以及质子-氦散射。

## 二战

### 放射实验室

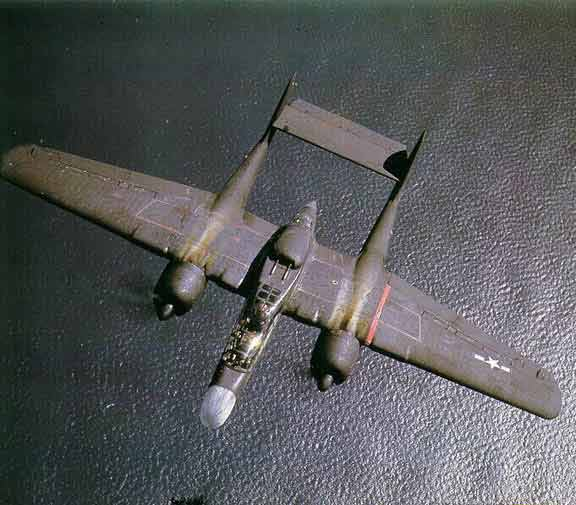
专为雷达设计的P-61戰鬥機

1940年，拉姆齐与埃莉诺·詹姆森结婚，并接受了伊利诺伊大学厄巴纳-香槟分校提供的教职。1940年秋，英国的蒂泽德任务为美国带来大量新技术，包括多腔磁控管以及利用电子流与磁场相互作用产生微波的高功率设备。作为雷达基础的两种设备破除了美国人已经占领相关技术领导地位的想法。美国国防部科研委员会的阿尔弗雷德·李·卢米斯在麻省理工学院筹建了放射实验室专门开发这种技术。拉姆齐接受拉比的招募加入了这个项目。
起初，拉姆齐是在拉比的磁控管研究组工作。当拉比升任部门负责人后，拉姆齐成为了组长。研究组的目的是要让磁控管产生的电磁辐射的波长由150厘米降至10厘米，最终到达3厘米以致X射线波段。拉姆齐的研究组在奥利芬特组设计的基础上做了改进，以令微波雷达更小、更轻并且更高效。雷神公司基于实验室的设计制作了原型机，并接受了实验室的检测。1941年6月，拉姆齐前往英国，与奥利芬特交换了意见。他带回来了一些英国产的组件，加入到最终的设计中。围绕着雷达，军方研制了P-61戰鬥機。拉姆齐在1942年下半年回到华盛顿作为即将投入实战3厘米微波雷达的顾问，为美国战争部长亨利·刘易斯·史汀生工作。

### 曼哈顿计划
1943年，拉姆齐受到罗伯特·奥本海默和罗伯特·巴彻的邀请加入曼哈顿计划。尽管拉姆齐接受了邀请，但将他从战争部长办公室调离需要计划负责人莱斯利·理查德·格罗夫斯的力量。双方最终达成协议：战争部长将拉姆齐借调至曼哈顿计划，并继续承担拉姆齐的薪酬。1943年10月，洛斯阿拉莫斯实验室成立了军械部E7研究组，由拉姆齐领导这个研究组，承担核武器设计与运送投掷的协调工作。

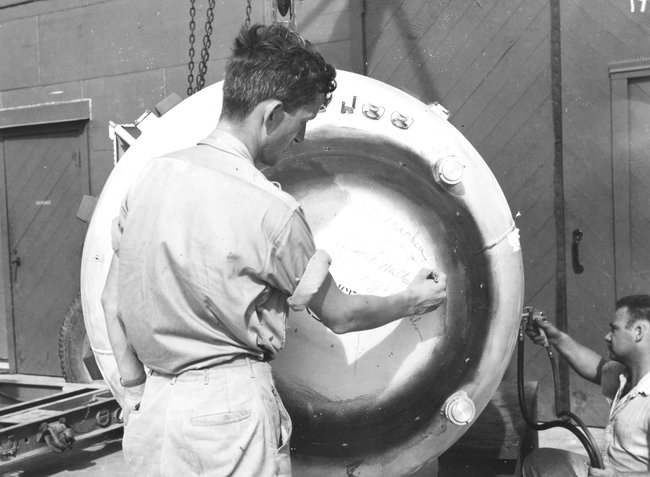
拉姆齐在投向长崎的“胖子”上签字

拉姆齐首先要解决的问题就是使用哪种飞机。此时盟军方面只有两种飞机能够承载核武器：英国的蘭開斯特轟炸機与美国的B-29超级堡垒轰炸机。美國陸軍航空軍希望即便需要改装仍然最好使用B-29。拉姆齐负责管理投掷测试项目。该项目1943年8月在弗吉尼亚州的达尔格伦开始，之后在1944年3月移至加州的穆拉克干湖。 飞机投掷了“小男孩”与“胖子”的实体模型，并由拉姆齐在放射实验室参与研制的SCR-584地基雷达监控。炸弹与飞机所存在的问题都在过程中得到了解决。
战时的核武器投掷计划由拉姆齐领导的核武器委员会负责，向威廉·S·帕森斯上尉负责。拉姆齐打点了随美国陆军航空军第509混编大队前往天宁岛执行阿尔伯塔计划的人员与设备，并向大队的长官保罗·蒂贝茨中校简述了任务的性质。拉姆齐作为帕森斯的科学与技术代表一同前往了天宁岛。他负责装配“大胖子”，并代表帕森斯向华府传达了成功轰炸广岛的消息。

## 研究生涯
战后，拉姆齐重回哥大。他与拉比一起重新拾起因战争而中断的分子束研究。拉姆齐与他的第一个研究生威廉·尼伦贝格一起测定了多种磁偶极矩与电四极矩。他还与拉比一起建立了位于长岛的布鲁克黑文国家实验室。1946年，拉姆齐成为了实验室的首任物理系主任。不久后，在1947年，他进入了哈佛大学并在接下来的40年里一直担任那里的物理教员。其间，他只在明德大学、牛津大学、曼荷莲学院以及弗吉尼亚大学当过短期的访问学者。到了20世纪50年代，他成为了北约的首任科学顾问，启动了一系列面向欧洲的奖学金、补助以及夏令营项目。

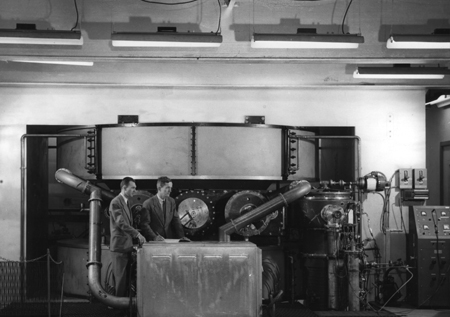
哈佛大学建于1948年的回旋加速器。图中两人为拉姆齐（左）与李·达文波特（右）。

拉姆齐在战后最初几年主要研究的是利用分子束测定原子与分子的基本性质。进入哈佛后，他转向基于拉比的技术进行精确的分子束磁共振实验。然而，测量结果的精确性很大程度上依赖于磁场的均一性。但拉姆齐发现创造足够均一的磁场非常困难。他在1949年发展了分离振荡场法以达到他想要的精度。
拉姆齐与他的博士生丹尼尔·克莱普纳开发了氢原子激微波器以提高测量氕、氘以及氚超精细结构差别的精度，以及研究超精细结构会受到外界电磁场多大的影响。他还参与研制了利用氢激微波器构造的极其稳定的时钟。自1967年以来，秒就定义为铯-1339192631770次超精细能级间的跃迁所需时间。这种定义基于拉姆齐的工作。1989年，拉姆齐因“发明分离振荡场法以及其在氢激微波器与其他原子钟的应用”而与汉斯·德默尔特及沃尔夫冈·保罗共享了1989年的诺贝尔物理学奖。
拉姆齐后来又与劳厄-郎之万研究所合作，将类似的方法用于中子束，测定了中子磁矩并找到了中子电偶极矩的极限。作为大学研究联合会60年代的主席，他参与了费米实验室的设计建造。他还在1982年领导了一支美国国家科学研究委员会的下属委员会，针对美国国会刺杀案特别委员会的结果，给出了依据声学方面的证据并不能得出肯尼迪遇刺案中存在第二个枪手。

## 晚年
拉姆齐1986年从哈佛退休，但仍活跃于物理学界。他曾在科罗拉多大学的实验天体物理联合研究所当过一年的研究员，还在芝加哥大学、威廉姆斯学院以及密歇根大学当过访问学者。除了诺贝尔物理学奖外，拉姆齐还得到过欧内斯特·奥兰多·劳伦斯奖（1960）、戴维森-格尔默奖（1974）、IEEE荣誉奖章（1984）、拉比奖（1985）、伦福德奖（1985）、康普顿奖章（1986）、奥斯特奖章（1988）以及美国国家科学奖章（1988）等奖项。2004年，他与其他47名联署了一封公开信，在总统选举中保举约翰·克里，称其能“恢复科学在政府中应得的地位”。
他的第一任妻子埃莉诺在1983年去世，后又续弦。拉姆齐於2011年11月4日去世。

## 著作
- Ramsey, N. F.; Birge, R. W. & U. E. Kruse. "Proton–Proton Scattering at 105 MeV and 75 MeV"（页面存档备份，存于）, Harvard University, United States Department of Energy (through predecessor agency the United States Atomic Energy Commission), (January 31, 1951).
- Ramsey, N. F.; Cone, A. A.; Chen, K. W.; Dunning, J. R. Jr.; Hartwig, G.; Walker, J. K. & R. Wilson. "Inelastic Scattering Of Electrons By Protons"（页面存档备份，存于）, Department of Physics at Harvard University, United States Department of Energy (through predecessor agency the United States Atomic Energy Commission), (December 1966).
- Ramsey, N. F.; Greene, G. L.; Mampe, W.; Pendlebury, J. M.; Smith, K. ; Dress, W. B.; Miller, P. D. & P. Perrin. "Determination of the Neutron Magnetic Moment"（页面存档备份，存于）, Oak Ridge National Laboratory, Harvard University, Institut Laue–Langevin, Astronomy Centre of Sussex University, United States Department of Energy, (June 1981).

## 脚注
1. 1 2 3 4 5 6 7 8 9 10 11 12 13  . The Nobel Foundation.   [2013-06-13]. （原始内容存档于2012-10-08）.
2. ↑  Cullum 1950，第101頁.
3. ↑  Cullum 1930，第669-670頁.
4. ↑  Cullum 1940，第167-168頁.
5. 1 2  . Soylent Communications.   [2013-06-11]. （原始内容存档于2013-05-28）.
6. 1 2 3 4 5 6  . IEEE History Center.   [June 11, 2013]. （原始内容存档于2014-10-03）.
7. 1 2 3  Tucker, Anthony. . The Guardian. 2011-11-18  [2010-02-13]. （原始内容存档于2013-10-01）.
8. ↑  . Nobel Media.   [2012-08-17]. （原始内容存档于2012-11-03）.
9. ↑  Kellogg, J. M. B.; Rabi, I. I.; Ramsey, N. F. Jr.; Zacharias, J. R. . Physical Review. 1939, 56: 728–743. Bibcode:1939PhRv...56..728K. doi:10.1103/PhysRev.56.728.
10. ↑  Wineland, D. . Nature. 2011, 480 (7376): 182. Bibcode:2011Natur.480..182W. PMID 22158235. doi:10.1038/480182a.
11. ↑  Conant 2002，第209–213頁.
12. ↑  Conant 2002，第204頁.
13. ↑  Rigden 1987，第135–135頁.
14. ↑  Hoddeson et al. 1993，第59頁.
15. 1 2 3  Hoddeson et al. 1993，第378-379頁.
16. ↑  Groves 1962，第254頁.
17. ↑  Hoddeson et al. 1993，第380-382頁.
18. ↑  Hoddeson et al. 1993，第248頁.
19. ↑  Hoddeson et al. 1993，第387-388頁.
20. ↑  Hoddeson et al. 1993，第392-393頁.
21. 1 2  . National Geographic.   [11 June 2013]. （原始内容存档于2014-10-11）.
22. ↑  . The Nobel Foundation.   [June 13, 2013]. （原始内容存档于2010-06-08）.
23. ↑  . The Nobel Foundation.   [June 13, 2013]. （原始内容存档于2017-10-15）.
24. 1 2 3  . New York Times. November 6, 2011  [November 7, 2011]. （原始内容存档于2017-10-16）.
25. ↑  . George Washington University.   [July 6, 2013]. （原始内容存档于2016-08-25）.